# Medîn, Pidvolociîsk
Medîn (în ucraineană Медин) este un sat în comuna Vorobiivka din raionul Pidvolociîsk, regiunea Ternopil, Ucraina.

## Demografie
Componența lingvistică a localității Medîn
     Ucraineană (100%)
Conform recensământului din 2001, toată populația localității Medîn era vorbitoare de ucraineană (100%).